# Вишневогорск
Вишневого́рск — рабочий посёлок в Каслинском районе Челябинской области России.

## География
Расположен у озера Сунгуль на склоне Вишнёвых гор, в 20 км к северо-востоку от железнодорожной станции Маук (на линии Екатеринбург — Челябинск), вблизи города Касли (25 километров) Верхний Уфалей (40 километров) до Аракуль (7 километров) и до города Снежинск (7 километров).

## История
В 1941 году в районе нынешнего населённого пункта начала работу Вишневогорская геологоразведочная партия. В июле 1943 года был организован рудник Вишневогорский, занимавшийся добычей вермикулита. Кроме основного минерала — вермикулита — здесь добывался ниобий, а также руда, содержащая редкоземельные элементы: лантан, неодим, празеодим и др. Соответственно, посёлок при руднике также получил название Вермикулит. Однако это трудное для произношения слово не прижилось (башкиры называли его Мирмикулит), и посёлок стали называть Ру́дник.
В 1949 году населённый пункт получил статус посёлка городского типа и современное название — Вишневогорск.

## Население
| 1959  | 1970  | 1979  | 1989  | 2002  | 2005  | 2006  |
| ----- | ----- | ----- | ----- | ----- | ----- | ----- |
| 9129  | ↘7862 | ↘6563 | ↘6268 | ↘5076 | ↘4908 | ↘4706 |
| 2007  | 2008  | 2009  | 2010  | 2011  | 2012  | 2013  |
| ↘4648 | ↘4628 | ↗5017 | ↘4569 | ↘4554 | ↘4486 | ↗4489 |
| 2014  | 2015  | 2016  | 2017  | 2018  | 2019  | 2020  |
| ↘4467 | ↘4396 | ↘4300 | ↘4219 | ↘4150 | ↘4088 | ↘4032 |
| 2021  | 2023  |       |       |       |       |       |
| ↗4206 | ↘4064 |       |       |       |       |       |

## Экономика
Добыча сырья для металлургии, керамических и строительных предприятий (полевой шпат) — Вишневогорский горно-обогатительный комбинат (обогатительная и доводочная фабрики). Действуют кондитерская фабрика «Голицин» , предприятия общественного питания и розничной торговли.

## Спорт
В посёлке имеется стадион «Горняк», в зимний период перепрофилируемый под ледовую арену; на территории стадиона есть хоккейная площадка. Имеется крытый спортзал, в котором имеется площадка для волейбола и баскетбола. На горе Вишнёвая — одноимённый центр горнолыжного спорта.